# Бубер, Леонид Ильич
Леонид Ильич Бубер (1916—2005), участник Советско-финской и Великой Отечественной  войн,
Герой Советского Союза,
командир роты 212-го стрелкового полка 49-й стрелковой дивизии 13-й армии Северо-Западного фронта, лейтенант (на момент присвоения звания Героя).

## Биография
Родился в семье рабочего. Еврей. Член КПСС с 1943 года. Окончил 7 классов и школу ФЗУ в Николаеве, работал токарем на заводе. С 1935 года в Советской Армии. Окончил Одесскую пехотную школу. Участник советско-финской войны 1939—1940 годов.
Командир роты 212-го стрелкового полка (49-я стр. див., 13-я армия, Сев.-Зап. фронт) комсомолец лейтенант Бубер 13 и 14 февраля 1940 года в бою за укрепрайон севернее деревни Терентиля (в 45 км юго-восточнее Выборга Ленинградской обл.) увлёк воинов вперёд. «Рота преодолела проволочные заграждения и заняла указанный район, выбив из него противника. 17 февраля, успешно форсировав реку Тайпаленйоки, захватила плацдарм, чем содействовала форсированию реки подразделениями батальона. Был трижды ранен, но не оставил поля боя».
С 1942 года на фронтах Великой Отечественной войны. Принимал участие в Курской битве, был ранен, после чего был отправлен в госпиталь в Москву. После войны продолжал службу в армии. Жил в Москве, Средней Азии, в 1957 году вернулся в Москву. С 1958 — в запасе. Работал военруком школы № 352/354.
Во время учёбы в Военной академии по предложению Михоэлса стал членом Еврейского антифашистского комитета.
Похоронен в Москве на Преображенском кладбище.

## Награды
Звание Героя Советского Союза с вручением ордена Ленина и медали «Золотая Звезда» (№ 137) Леониду Ильичу Буберу присвоено Указом Президиума Верховного Совета СССР от 7 апреля 1940 года.
Награждён орденом Ленина, Отечественной войны 1-й степени, 2 орденами Красной Звезды, медалями.

## Память
21 июля 2011 года в иерусалимском мемориале «Гива́т а-Тахмо́шет» была открыта первая мемориальная доска воину-еврею, родившемуся на территории бывшего СССР, — Герою Советского Союза Леониду Буберу. Был организован телемост между Москвой и Иерусалимом, на котором представители российского и израильского еврейства в режиме онлайн почтили память героя. В прямом эфире из Израильского культурного центра в Москве участвовали родные Леонида Бубера. «Гиват а-Тахмошет» является основным мемориалом, символизирующим освобождение и объединение Иерусалима. Инициаторами мероприятия выступили активисты российской организации «Шахар»  и израильской «Шиши-шаббат Исраэли».